# Conothele spinosa
Conothele spinosa är en spindelart som beskrevs av Henry Roughton Hogg 1914. Conothele spinosa ingår i släktet Conothele och familjen Ctenizidae. Inga underarter finns listade i Catalogue of Life.